# Liste der Baudenkmäler in Erlangen-Bruck
In der Liste der Baudenkmäler in Bruck sind die Baudenkmäler im Erlanger Ortsteil Bruck aufgelistet. Zu diesen Baudenkmälern gibt es auch eine Bildersammlung.
Diese Liste ist eine Teilliste der Liste der Baudenkmäler in Erlangen. Grundlage der Liste ist die Bayerische Denkmalliste, die auf Basis des bayerischen Denkmalschutzgesetzes vom 1. Oktober 1973 erstmals erstellt wurde und seither durch das Bayerische Landesamt für Denkmalpflege geführt und aktualisiert wird. Die folgenden Angaben ersetzen nicht die rechtsverbindliche Auskunft der Denkmalschutzbehörde.

## Baudenkmäler
| Lage                                                                                                  | Objekt | Beschreibung | Akten-Nr.                | Bild                                                  |
| --- | --- | --- | ------------------------ | ----------------------------------------------------- |
| Am Brucker Bahnhof 21 (Standort)                                                                      | Bahnhof Bruck, Stationsgebäude                                                                             | Zweigeschossiger Pavillonbau mit erdgeschossigem Flügelbau und Güterhalle, wohl Anfang 20. Jahrhundert | D-5-62-000-963 Wikidata  | weitere Bilder                                        |
| Am Brucker Bahnhof 25 (Standort)                                                                      | Eisenbahnerwohnhaus, Teil des Bahnhofes Bruck                                                              | Zweigeschossiger Walmdachbau, Ziegelstein mit Hausteingliederung, Ende 19. Jahrhundert | D-5-62-000-964 Wikidata  | Eisenbahnerwohnhaus, Teil des Bahnhofes Bruck         |
| Ebereschenweg (bei der Bahnstrecke, Nähe Ebereschenweg 9–17) (Standort)                               | Basismarkierungsstein der Zweiten Bayerischen Grundlinie (Fränkische Vertikationsbasis) der Landvermessung | 1807; an der Grundstücksgrenze zur Bahnstrecke | D-5-62-000-962 Wikidata  | weitere Bilder                                        |
| Friedhofstraße 2 (Standort)                                                                           | Evangelisch-lutherisches Pfarrhaus                                                                         | Zweigeschossig, Sandsteinquader, nach 1669, und Fachwerk, bezeichnet „1709“ Hofeinfahrt, kleines Walmdach über Sandsteinpfeilern, bezeichnet „1727“ Fachwerkstadel, 18. Jahrhundert                                                                                                | D-5-62-000-745 Wikidata  | weitere Bilder                                        |
| Friedhofstraße 4 b (Standort)                                                                         | Stadel | Sandsteinquader und Fachwerk, 18. Jahrhundert Torpfeiler und Grundstücksmauer | D-5-62-000-746 Wikidata  | Stadel                                                |
| Friedhofstraße 7 (Standort)                                                                           | Kleines Wohnhaus, ehemaliges Mesnerhaus                                                                    | Halbwalmdach und Fachwerk, spätes 16. Jahrhundert | D-5-62-000-747 Wikidata  | Kleines Wohnhaus, ehemaliges Mesnerhaus               |
| Friedhofstraße 9 (Standort)                                                                           | Scheune | Zu Nr. 7 gehörig, mit Fachwerk und Halbwalm, 17./18. Jahrhundert Anschließend Sandsteinquadermauer | D-5-62-000-748 Wikidata  | Scheune                                               |
| Friedhofstraße 12 (Standort)                                                                          | Wohnhaus                                                                                                   | Traufseithaus mit Zwerchhaus, historisierender Ziegelsteinbau mit Hausteingliederung, bezeichnet „1890“ | D-5-62-000-749 Wikidata  | Wohnhaus                                              |
| Friedhofstraße 19 (Standort)                                                                          | Katholische Pfarrkirche St. Peter und Paul                                                                 | barockisierend mit Dachreiter, errichtet 1907; mit Ausstattung Mit Einfassungsmauer des Kirchhofes | D-5-62-000-750 Wikidata  | weitere Bilder                                        |
| Friedhofstraße 22 (Standort)                                                                          | Friedhof                                                                                                   | Friedhof Friedhofstor, 1824 klassizistisches Friedhofswärterhaus, Mitte 19. Jahrhundert | D-5-62-000-751 Wikidata  | weitere Bilder                                        |
| Fürther Straße (Standort)                                                                             | Kriegerdenkmal                                                                                             | Sitzende Kriegerfigur auf hohem Rechtecksockel, 1921/22 von Karl May | D-5-62-000-999 Wikidata  | weitere Bilder                                        |
| Fürther Straße (an der platzartigen Erweiterung bei der Einmündung der Felix-Klein-Straße) (Standort) | Dorflinde                                                                                                  | Gepflanzt 1721, mit achteckiger Sandsteinummauerung 18. Jahrhundert | D-5-62-000-773 Wikidata  | Dorflinde                                             |
| Fürther Straße (bei Nr. 70) (Standort)                                                                | Keltschensteine                                                                                            | Fünf spätmittelalterliche Steinkreuze, in einem Steinkreuznest | D-5-62-000-772 Wikidata  | weitere Bilder                                        |
| Fürther Straße 3 (Standort)                                                                           | Ehemaliges Gasthaus Zur Goldenen Sonne und Bäckerei                                                        | Erdgeschossiger Giebelbau, Sandsteinquader, 1736 | D-5-62-000-753 Wikidata  | weitere Bilder                                        |
| Fürther Straße 7 (Standort)                                                                           | Wohnhaus                                                                                                   | Zweigeschossiger Giebelbau, Erdgeschoss Sandsteinquader, 1742 Zugehöriges Wirtschaftsgebäude, Sandsteinquader und Fachwerk, Walmdach, wohl 18. Jahrhundert | D-5-62-000-754 Wikidata  | Wohnhaus                                              |
| Fürther Straße 12 (Standort)                                                                          | Brucker Mühle, Wohnhaus                                                                                    | Zweigeschossig, Sandsteinquader und reiches Fachwerk, 1705 | D-5-62-000-755 Wikidata  | weitere Bilder                                        |
| Fürther Straße 19 (Standort)                                                                          | Ehemaliges Gasthaus Zum Schwarzen Adler                                                                    | Zweigeschossiger Giebelbau, Sandsteinquader, 1773 | D-5-62-000-756 Wikidata  | weitere Bilder                                        |
| Fürther Straße 22 (Standort)                                                                          | Ehemaliges Brauhaus                                                                                        | Zweigeschossiger Traufseitbau, Sandsteinquader und Fachwerk, 1749 | D-5-62-000-757 Wikidata  | Ehemaliges Brauhaus                                   |
| Fürther Straße 23 (Standort)                                                                          | Ehemaliges Gasthaus Zum Weißen Roß                                                                         | Zweigeschossiger Traufseitbau, im Kern Fachwerk, zweite Hälfte 17. Jahrhundert | D-5-62-000-758 Wikidata  | Ehemaliges Gasthaus Zum Weißen Roß                    |
| Fürther Straße 27 (Standort)                                                                          | Ehemaliges Gasthaus Zum Goldenen Schiff                                                                    | Zweigeschossiger Eckbau, Sandsteinquader und Fachwerk, 18. Jahrhundert Zugehörig Fachwerkstadel, 18. Jahrhundert | D-5-62-000-759 Wikidata  | Ehemaliges Gasthaus Zum Goldenen Schiff               |
| Fürther Straße 29 (Standort)                                                                          | Bauernhof                                                                                                  | Zweigeschossiges traufseitiges Wohnhaus, Ziegelsteinbau, 1898 Rückwärts anschließend erdgeschossiger Fachwerkbau, traufseitig vorkragend, 18. Jahrhundert Fachwerkscheune, 18. Jahrhundert                                                                                         | D-5-62-000-965 Wikidata  | Bauernhof                                             |
| Fürther Straße 30 (Standort)                                                                          | Wohnhaus                                                                                                   | Wohnhaus mit Türrahmung von 1727 Hoftor, Sandsteinpfeiler und Verdachung, 18. Jahrhundert | D-5-62-000-760 Wikidata  | weitere Bilder                                        |
| Fürther Straße 34 (Standort)                                                                          | Ehemaliges Gasthaus Zum Grünen Baum                                                                        | Zweigeschossiges Traufseithaus, Obergeschoss Fachwerk, 1806 | D-5-62-000-761 Wikidata  | Ehemaliges Gasthaus Zum Grünen Baum                   |
| Fürther Straße 36 (Standort)                                                                          | Keller mit Mikwe                                                                                           | Ehemaliges jüdisches Ritualbad (Mikwe), wohl um 1500 | D-5-62-000-966 Wikidata  | BW                                                    |
| Fürther Straße 37 (Standort)                                                                          | Ehemaliges Gasthaus Zum Goldenen Brunnen und Bäckerei                                                      | Giebelbau, Sandsteinquader, Erdgeschoss um 1700, Obergeschoss 1798 | D-5-62-000-762 Wikidata  | Ehemaliges Gasthaus Zum Goldenen Brunnen und Bäckerei |
| Fürther Straße 40 (Standort)                                                                          | Evangelisch-lutherisches Gemeindehaus                                                                      | Zweigeschossiger Sandsteinquaderbau, 1829 | D-5-62-000-763 Wikidata  | Evangelisch-lutherisches Gemeindehaus                 |
| Fürther Straße 41 (Standort)                                                                          | Gasthaus Weißes Lamm                                                                                       | Zweigeschossiger Satteldachbau, 17./18. Jahrhundert | D-5-62-000-988 Wikidata  | Gasthaus Weißes Lamm                                  |
| Fürther Straße 42 (Standort)                                                                          | Evangelisch-lutherische Pfarrkirche St. Peter und Paul                                                     | Chorturmanlage um 1400 über älterem Kern errichtet, Erneuerungen um 1470, Barockisierung bezeichnet „1723“; mit Ausstattung Beinhaus, 15. Jahrhundert, mit Fachwerkgeschoss überbaut, bezeichnet „1723“ Spätmittelalterliche Kirchhofummauerung Kirchhoftor, Mitte 19. Jahrhundert | D-5-62-000-764 Wikidata  | weitere Bilder                                        |
| Fürther Straße 45 (Standort)                                                                          | Ehemaliges Gasthaus Zu den drei Kronen                                                                     | Zweigeschossiger Sandsteinquaderbau mit Halbwalmdach, erste Hälfte 18. Jahrhundert | D-5-62-000-765 Wikidata  | weitere Bilder                                        |
| Fürther Straße 51 (Standort)                                                                          | Wohnhaus                                                                                                   | Zweigeschossiger Satteldachbau, 1687 | D-5-62-000-766 Wikidata  | weitere Bilder                                        |
| Fürther Straße 52 (Standort)                                                                          | Ehemaliges Gasthaus Zum Goldenen Hirsch                                                                    | Sandsteinquader und Fachwerk, Aufzugerker, wohl spätes 17. Jahrhundert | D-5-62-000-767 Wikidata  | weitere Bilder                                        |
| Fürther Straße 53 (Standort)                                                                          | Ehemaliges Gasthaus Zum Goldnen Bären                                                                      | Kernbau 16./17. Jahrhundert, Sandsteinquader-Giebelfassade, wohl 1728 Zugehöriges Nebengebäude, erdgeschossiger Fachwerkbau mit Satteldach, zweite Hälfte 17. Jahrhundert Gartenbrunnen, Quader-Gartenmauer, Eingangspfeiler mit Kugelaufsatz                                      | D-5-62-000-768 Wikidata  | weitere Bilder                                        |
| Fürther Straße 60 (Standort)                                                                          | Bauernhaus                                                                                                 | Erdgeschossiger Volutengiebelbau in der Art des 18. Jahrhunderts, bezeichnet „1894“ | D-5-62-000-769 Wikidata  | Bauernhaus                                            |
| Fürther Straße 66 (Standort)                                                                          | Bauernhaus                                                                                                 | Erdgeschossiger Satteldachbau mit Fachwerkgiebel, verputzt, 1756 | D-5-62-000-770 Wikidata  | Bauernhaus                                            |
| Fürther Straße 68 (Standort)                                                                          | Bauernhaus                                                                                                 | Schopfwalmgiebel im Kern Fachwerk, rückwärtiger Sandsteingiebel bezeichnet „1787“ | D-5-62-000-771 Wikidata  | Bauernhaus                                            |
| Herzogenauracher Damm (bei der Regnitzbrücke) (Standort)                                              | Inschriftstein                                                                                             | Bezeichnet „1775“ | D-5-62-000-791 Wikidata  | Inschriftstein                                        |
| Herzogenauracher Damm 11 (Standort)                                                                   | Gasthaus Zum Ritter St. Georg                                                                              | Sandsteinquaderbau, 1802 | D-5-62-000-774 Wikidata  | weitere Bilder                                        |
| Langfeldstraße 36 (Standort)                                                                          | Katholische Pfarrkirche Heilig Kreuz                                                                       | Zentralbau von 15 ausbuchtenden Leichtbetonschalen, Chor und Turm als entsprechend ihrer Funktion höher gezogene Kreissegmente, 1968/69 errichtet nach Planung von Gregor Neundorfer und Peter Seemüller; die Fensterschlitze mit Farbverglasung von Herbert Bessel                | D-5-62-000-1012 Wikidata | Katholische Pfarrkirche Heilig Kreuz                  |
| Leipziger Straße 1 (Standort)                                                                         | Wohnhaus                                                                                                   | Walmdachhaus mit Fachwerkobergeschoss, Hofeinfahrt, 18./19. Jahrhundert | D-5-62-000-775 Wikidata  | Wohnhaus                                              |
| Leipziger Straße 2 (Standort)                                                                         | Bauernhaus                                                                                                 | Erdgeschossiger Sandsteinquaderbau, verputzt, bezeichnet „1782“ | D-5-62-000-776 Wikidata  | weitere Bilder                                        |
| Leipziger Straße 3 (Standort)                                                                         | Bauernhaus                                                                                                 | Zweigeschossiger Traufseitbau, Sandsteinquader und Fachwerk, bezeichnet „1717“, im Kern 17. Jahrhundert Hofeinfahrt, Stadel, Seitenflügel | D-5-62-000-777 Wikidata  | weitere Bilder                                        |
| Leipziger Straße 4 (Standort)                                                                         | Wohnhaus                                                                                                   | Satteldachhaus mit Fachwerkobergeschoss, 18. Jahrhundert | D-5-62-000-778 Wikidata  | Wohnhaus                                              |
| Leipziger Straße 6 (Standort)                                                                         | Bauernhaus                                                                                                 | Sandsteinquaderbau, Mitte 19. Jahrhundert | D-5-62-000-780 Wikidata  | Bauernhaus                                            |
| Leipziger Straße 7 (Standort)                                                                         | Bauernhaus                                                                                                 | Erdgeschossiger Sandsteinquaderbau, Obergeschoss Fachwerk, bezeichnet „1733“ Zugehöriger Stadel | D-5-62-000-781 Wikidata  | Bauernhaus                                            |
| Leipziger Straße 9 (Standort)                                                                         | Ehemaliges Bauernhaus                                                                                      | Erdgeschossig, im Kern Fachwerk, 18. Jahrhundert | D-5-62-000-782 Wikidata  | Ehemaliges Bauernhaus                                 |
| Leipziger Straße 11 (Standort)                                                                        | Bauernhaus                                                                                                 | Erdgeschossiges Wohnstallhaus, bezeichnet „1786“; Teil des Ensembles Fürther Straße | D-5-62-000-783 Wikidata  | Bauernhaus                                            |
| San-Carlos-Straße 1, Wladimirstraße 1, 3 (Standort)                                                   | Fabrikbau, Scheinwerferhalle                                                                               | Durch architektonische Gliederung monumentalisierte Fabrikarchitektur, nach Planung von Emil Zerler von 1937 für die Rüstungsindustrie errichtet | D-5-62-000-967 Wikidata  | Fabrikbau, Scheinwerferhalle                          |
| Sandbergstraße 1 (Standort)                                                                           | Ehemalige Bekrönung eines Hoftores                                                                         | Sandsteinkartusche, bezeichnet „1733“; in Gartenmauer | D-5-62-000-785 Wikidata  | Ehemalige Bekrönung eines Hoftores                    |
| Schorlachstraße 11 (Standort)                                                                         | Bauernhaus                                                                                                 | Erdgeschossiger Sandsteinquaderbau, Mitte 18. Jahrhundert | D-5-62-000-786 Wikidata  | Bauernhaus                                            |
| Schorlachstraße 20 (Standort)                                                                         | Bauernhaus                                                                                                 | Erdgeschossiger Sandsteinquaderbau, Mitte 18. Jahrhundert | D-5-62-000-787           | Bauernhaus                                            |
| Schorlachstraße 22 (Standort)                                                                         | Bauernhaus                                                                                                 | Erdgeschossiger Fachwerkgiebelbau mit Zwerchhaus, 18./19. Jahrhundert | D-5-62-000-788 Wikidata  | Bauernhaus                                            |
| Schorlachstraße 23 a, rückwärts im Grundstück (Standort)                                              | Ehemalige Synagoge                                                                                         | Fachwerkbau mit Satteldach und zugesetzten Rundbogenfenstern, 1707 | D-5-62-000-789 Wikidata  | weitere Bilder                                        |

## Abgegangene Baudenkmäler
| Lage                           | Objekt     | Beschreibung | Akten-Nr.               | Bild       |
| ------------------------------ | ---------- | --- | ----------------------- | ---------- |
| Leipziger Straße 17 (Standort) | Bauernhaus | Es handelte sich um ein schmales, erdgeschossiges Wohnstallhaus mit der Bezeichnung „1809“, das in der Folgezeit stark verändert wurde, insbesondere im Wohnbereich. Im Erdgeschoss waren zwei Kleinwohnungen eingebaut, die jeweils aus Stube, Kammer und Küche bestanden und über einen gemeinsamen Flur erreichbar waren. Im Dachgeschoss befand sich eine weitere Kleinwohnung, die von der Rückseite durch eine steile Treppe entlang des Giebels erschlossen war. Die Grundrissstruktur hatte mit der üblichen eines Wohnstallhauses nichts gemeinsam und stammte vermutlich aus der zweiten Hälfte des 19. Jahrhunderts. Sie erinnerte an einfachste Arbeitersiedlungshäuser aus gleicher Zeit. Wegen des sehr schlechten und ruinösen Zustandes, insbesondere des Stallbereichs, aber auch wegen der beengten Wohnverhältnisse, wurde das Gebäude 1986 zum Abbruch freigegeben und durch einen Neubau ersetzt. Der Stein mit der Bezeichnung „G. F. 1809“ (Bild) ist erhalten und befindet sich an der Fassade des neuen Gebäudes. | D-5-62-000-784 Wikidata | Bauernhaus |